# わたしたちの島で
『わたしたちの島で』（わたしたちのしまで、原題：Vi på Saltkråkan ）は、アストリッド・リンドグレーンの児童文学作品である。
リンドグレーンが脚本を書いたテレビドラマシリーズが1964年にスウェーデンで放映され、のちに小説としてまとめられた。映画化もされている。

## ストーリー
ストックホルムに住むメルケル一家は、夏のバカンスでバルト海の美しい自然に囲まれた島『ウミガラス島』で古い別荘を借りる。一家は島のおてんばな少女・チョルベンと愛犬「水夫さん」をはじめとする島の人々や動物達との交流を通し、かけがえのない時間を過ごす。

## 映画
オッレ・ヘルボム監督。原題は "Tjorven, Båtsman och Moses" 。
4本作られた映画版の第1作。日本では2005年に『わたしたちの島で わんぱくアザラシのモーセ』の題名でDVD・ビデオ販売のみ（ビデオスルー）となっていたが、製作50周年を迎えた2014年7月19日より『なまいきチョルベンと水夫さん』に改題し、デジタルリマスター版として新宿武蔵野館などで初めて劇場公開された。
劇場ポスターにはスウェーデン・デザイン界の巨匠とも言われるオーレ・エクセルが、1964年の公開当時に描きあげたイラストが採用されている。

### キャスト
| 役名       | 俳優                       | 日本語吹替     |
| ---------- | -------------------------- | -------------- |
| チョルベン | マリア・ヨハンソン         | こおろぎさとみ |
| ペッレ     | ステファン・リンドホルム   | 柚木麻友子     |
| メルケル   | トルステン・リリエクローナ | 園江治         |
| マーリン   | ルイーズ・エドリンド       | 山門久美       |
| ニッセ     | ベングド・エクルンド       | 原田晃         |
| スティーナ | クリスタナ・ヤムトマルク   | 富坂晶         |
| ペーテル   | トルステン・ワールンド     | 高瀬右光       |

- その他の声の吹替：すずき紀子／奥田啓人／今井麻美／関根香桜里